# Pisse (Varenne)
Die Pisse ist ein kleiner Fluss in Frankreich, der überwiegend im Département Orne in der Region Normandie verläuft. Sie entspringt im Gemeindegebiet von Mantilly, entwässert mit einem Bogen über Nord generell in südöstlicher Richtung durch den Regionalen Naturpark Normandie-Maine und mündet nach rund 15 Kilometern an der Gemeindegrenze von Saint-Fraimbault und Soucé als rechter Nebenfluss in die Varenne. Diese Gemeindegrenze ist gleichzeitig auch die Grenze zum benachbarten Département Mayenne in der Region Pays de la Loire. 

## Orte am Fluss
(Reihenfolge in Fließrichtung)
- Les Tesnières, Gemeinde Mantilly
- Les Buissons, Gemeinde Passais Villages
- Passais Villages
- La Gouttière, Gemeinde Saint-Fraimbault
- Saint-Fraimbault
- La Huardière, Gemeinde Saint-Fraimbault
- La Morinais, Gemeinde Soucé